# AOC Côtes de Blaye
Côtes de Blaye es un vino blanco con denominación de origen de la región vinícola de Burdeos. Fue reconocido inicialmente por decreto de 11 de septiembre de 1936. La comarca de producción de los vinos "Côtes de Blaye" está delimitada en el interior de los territorios de las comunas de los cantones siguientes:
- Cantón de Blaye, la totalidad de las comunas;
- Cantón de Saint-Ciers-sur-Gironde, la totalidad de las comunas;
- Cantón de Saint-Savin-de-Blaye, la totalidad de las comunas;
- Cantón de Bourg, comuna de Pugnac.

Para tener derecho a usar esta denominación, los vinos deben provenir de un ensamblaje de al menos dos de las siguientes variedades, con exclusión de otras:
- Variedad principal: colombard. La proporción de la uva colombard debe estar entre el 60 y el 90%;
- Variedades secundarias: semillón, sauvignon y muscadelle.

Los vinos con viñas plantadas de merlot blanc, folle y chenin (llamada localmente pinot de la Loire) antes de la publicación del decreto regulador, pudieron continuar beneficiándose de la denominación "Côtes de Blaye", hasta la cosecha de 2004.